# Entstehung Englands
Die Entstehung Englands als zusammenhängendes, von den Angelsachsen dominiertes Herrschaftsgebiet, war ein langandauernder Prozess, der vom 5. Jahrhundert bis ins beginnende Hochmittelalter dauerte. Nach dem Ende der römischen Herrschaft über Britannien eroberten zunächst Angehörige verschiedener germanischer Stämme, Angeln, Sachsen, Friesen und Jüten das Land. Sie gründeten Kleinkönigreiche, die sich um 700 auf sieben Herrschaftsbereiche, die sogenannte Heptarchie, konsolidierten. Einzelnen angelsächsischen Herrschern gelang es, ihren Einfluss zeitweise weiter auszudehnen, darunter Offa, der im 8. Jahrhundert eine Vorherrschaft über die Regionen südlich des Humber ausübte. Eine Vereinigung großer Teile des heutigen Englands mit vereinheitlichten militärischen Strukturen, Verwaltung und Förderung der Bildung fand erst unter Alfred dem Großen und seinen Nachfolgern statt. Seit Alfred dem Großen und seinen Nachfolgern kann man von einem Königreich England sprechen.

## Angelsächsische Königreiche

Die wichtigsten angelsächsischen Königreiche

Während die fast vierhundertjährige Besetzung durch die Römer, anders als in Gallien, keinen dauerhaften kulturellen Einfluss ausübte, prägten deren Nachfolger, die germanischen Stämme der Jüten, Angeln und Sachsen, die Insel langfristig. Sie gründeten auf dem Boden des heutigen Englands, und teilweise auch des heutigen Schottlands, Kleinkönigreiche, von denen die sieben wichtigsten die sogenannte Heptarchie bildeten:
- Kent,
- Essex,
- Wessex,
- Sussex,
- Mercia,
- East Anglia,
- sowie Deira und Bernicia, die später zu Northumbria wurden.

Die Heptarchie spiegelt die Konsolidierung der angelsächsischen Königreiche um etwa 700 wider. Von diesen waren um 750 nur noch drei bedeutend: Nordhumbria im Norden, Mercia in der Mitte des heutigen Englands und Wessex im Süden.

## Vorherrschaft einzelner angelsächsischer Königreiche
Æthelbald, dem König von Mercia, gelang es, den Einfluss seines Reiches so weit auszudehnen, dass er laut Beda im Jahr 731 alle Länder südlich des Humber beherrschte. Zudem nannte er sich nicht bloß König der Merzier, sondern König der Britannier (rex Britanniae). Auch seinem Nachfolger Offa (757–796) gelang es, die Vorherrschaft Merciens aufrechtzuerhalten, und es ist bereits eine zentrale Verwaltung nachweisbar, die unter anderem den Grenzwall gegen Wales, Offa’s Dyke, plante und baute. Nach dem Tod Offas schwand die Vorherrschaft Mercias jedoch wieder.

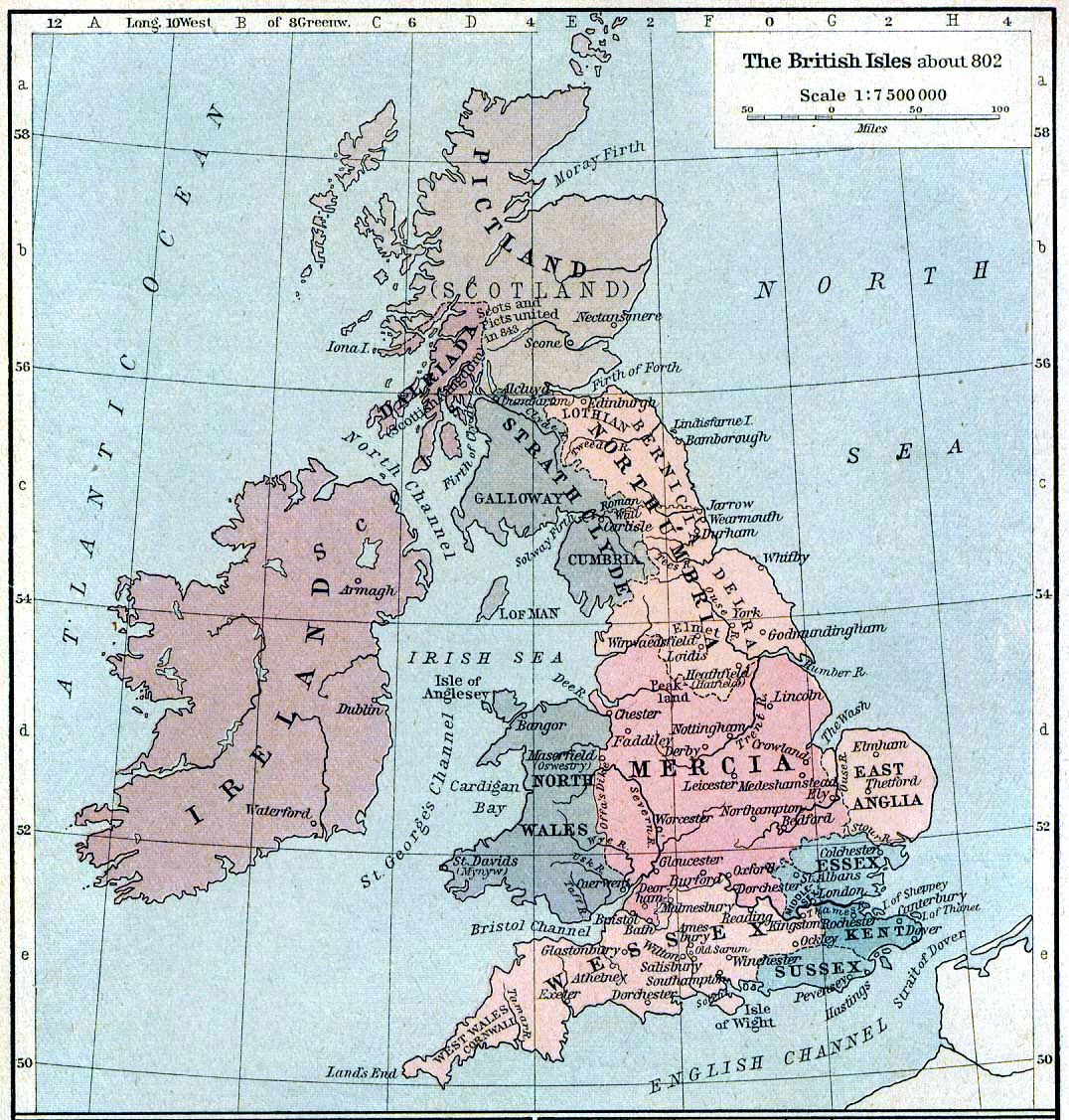
Die angelsächsischen Königreiche um 802

So konnte sich Wessex der Kontrolle von Mercia entziehen. Egbert von Wessex führte im Jahr 815 einen Feldzug nach Cornwall durch. Zehn Jahre später, 825 besiegte er Beornwulf von Mercien in Ellandun. Ferner nutzte Egbert die Schwäche Mercias, um benachbarte Königreiche wie Kent, Surrey, Sussex und Essex unter seine Kontrolle zu bringen. Im Jahr 829 eroberte Egbert Mercia und Northumbrias König erkannte ihn als Herrscher an. Egbert konnte seine Vorherrschaft jedoch nicht lange behaupten, denn bereits 830 erlangte Mercia unter Wiglaf die Unabhängigkeit wieder und brachte sogar Middlesex und London unter seine Kontrolle. Bis zur Zeit der Einfälle der dänischen Wikinger ab 865 herrschte dann zwischen Wessex und Mercia ein Gleichgewicht der Macht.

## Vereinigung unter Alfred dem Großen und seinen Nachfolgern
Ab 865 begannen die dänischen Wikinger, die zunächst nur Raubzüge in England unternommen hatten, sich dort auch festzusetzen. Ihnen gelang es innerhalb kurzer Zeit, eine große Zahl der angelsächsischen Königreiche zu erobern. Ihr Herrschaftsbereich, das Danelag (engl. Danelaw), nahm schließlich den ganzen Osten Englands ein und umfasste auch East Anglia sowie die ehemals angelsächsischen Königreiche Mercia und Northumbria.
Alfred (848–899) von Wessex war schließlich der einzige angelsächsische Herrscher, der gegen die Wikinger wirkungsvolle militärische Erfolge erzielte. Er baute Cornwall als militärischen Stützpunkt aus und vertrieb die Dänen 878 aus Wessex. Unter Alfred wurde schließlich die Landesverteidigung reformiert, so etablierte er ein stehendes Heer und erneuerte Verteidigungsanlagen (burh), wodurch ein Netz von Fluchtburgen und befestigten Siedlungen in Wessex entstand. Es gab zwar schon vor Alfred Befestigungsanlagen, aber erst unter ihm wurden sie ausgebaut und vernetzt: So sollte ein burh nirgends weiter als eine Tagesreise entfernt sein, und die Verteidigungsanlagen waren durch Flüsse, alte römische Straßen oder andere Transportwege miteinander verbunden.
Neben militärischen Reformen führte Alfred auch Neuerungen im Bereich der Verwaltung, der Bildung und der Gesetzgebung durch, die ebenfalls zur Konsolidierung seines Herrschaftsbereichs beitrugen. Beispielsweise begann er, zahlreiche Gelehrte aus ganz Britannien und aus dem übrigen Europa an seinem Hof zu versammeln. Außerdem förderte er die Übersetzung lateinischer Texte ins Altenglische und es wurden unter seiner Regierung Gesetzessammlungen zusammengestellt, welche auf ältere Vorlagen zurückgriffen.
In der Geschichtsschreibung wird die Zeit unter Alfred und seinen Nachfolgern bis zu Edgar als die Zeit betrachtet, in der sich England als Nation etablierte: als eine Nation mit einer einheitlichen Schriftsprache und Literatur, einem etablierten Steuer- und Handelswesen, einer entfalteten Verwaltungsstruktur und miteinander vernetzten Städten. Dass unter der Herrschaft Alfreds manche Gelehrte begannen, von dessen Herrschaftsbereich als dem Engla lond (dt. "Land der Angeln") zu schreiben, lässt darauf schließen, dass die Nachfahren der keltischen Britannier und der germanischen Stämme der Angeln, Sachsen und Jüten ab dieser Zeit als eine Einheit betrachtet wurden.

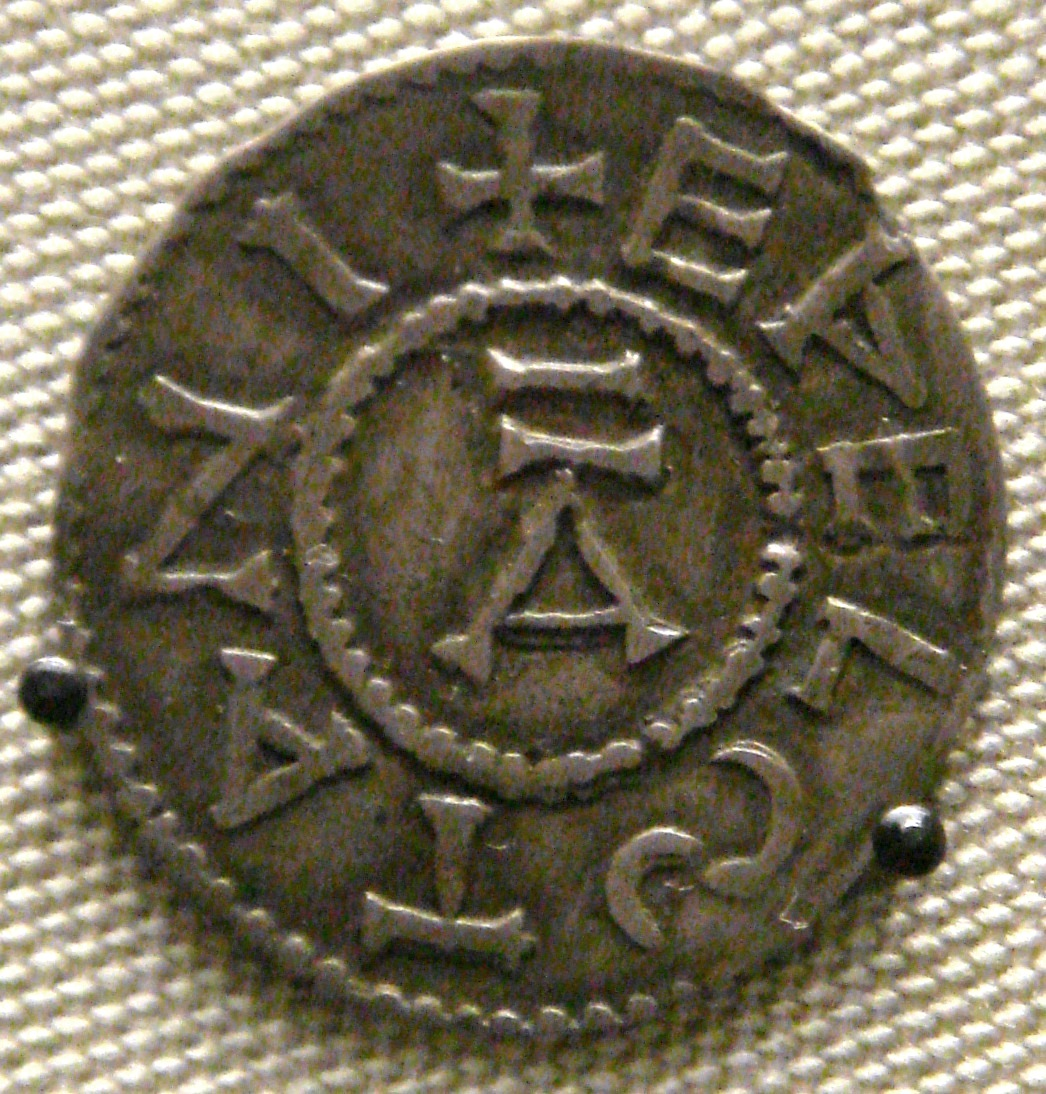
Unter Æthelstan geprägter silberner Penny

Unter Alfreds Nachfolgern wurde der angelsächsische Herrschaftsbereich zeitweise wieder in kleinere Bereiche aufgeteilt, auch waren die territorialen Auseinandersetzungen mit den Dänen von wechselhaftem Erfolg. Allerdings gab es auch unter Alfreds Nachfolgern Versuche, große Teile Englands zu einem einzigen Königreich unter einem Oberkönig zu vereinen, der von anderen Herrschern anerkannt wurde. Æthelstan herrschte ab 925 über große Teile des heutigen Englands. Er versuchte, den Handel und das Münzwesen zu regulieren; auf seinen Münzen ließ er sich als Rex totius Britanniae bezeichnen. Auch zentralisierte er seine Verwaltungsakte in einer Kanzlei, die mit Klerikern besetzt war. Ihm gelang es, Northumbria zu erobern und Wales zu unterwerfen, was unter seinem Sohn wieder verloren ging. 
Unter seinen Nachfolgern Eadred und Edgar gelang erneut eine zeitweise Vereinigung großer Teile Englands einschließlich Northumbrias. Im 10. Jahrhundert kann man damit von einem Übergang von einem zersplitterten Territorium in Richtung eines vereinigten Englands sprechen.

## Ende der angelsächsischen Königreiche und Beginn des anglonormannischen Englands
Die Dominanz angelsächsischer Könige endete mit dem erneuten Einfall von Wikingern aus Skandinavien und der Gründung des Anglo-Skandinavischen Nordseereiches 1016 sowie schließlich mit der normannischen Eroberung Englands 1066 durch Wilhelm den Eroberer. Unter Wilhelm wandelte sich England vom Regionalkönigtum mit der Hegemonie eines einzelnen Königs zum deutlich ausgeprägten Feudalsystem unter einer anglonormannischen Oberschicht.